# صمد فورغون
صمد فورغون أو وكيلوف (1906م - 1956م) شاعر وأكاديمي أذربيجاني، أحد مؤسسي أكاديمية العلوم الوطنية الأذربيجانية (1945)، وعضو عامل بها. نائب رئيس الأكاديمية للعلوم الاجتماعية (1954 م – 1956 م)، حصل على لقب «شاعر الشعب الأذربيجاني» (1956 م). تولى رئاسة اتحاد الكتاب الأذربيجانيين (1941 م- 1948 م). حصل على جائزة الدولة للاتحاد السوفيتي مرتين (1941 م و1942 م).

## روابط خارجية
- صمد فورغون على موقع ميوزك برينز (الإنجليزية)